# 京都学生人間力大賞
京都学生人間力大賞 は、社会貢献活動に成果のあった人間力溢れる傑出した学生に与えられる賞である。
人間力大賞の学生版として京都青年会議所が2004年より毎年主催し、初回より京都市と京都市教育委員会が共催している。

## 目的
大学のまちといわれる京都市では人口の約10%を学生が占めており、傑出した学生の存在が市民の意識を変化させ、まちを活性化することに繋がっている。京都学生人間力大賞は、大きな可能性を秘め社会貢献活動をしている人間力溢れる傑出した学生を発掘し、スポットライトをあてることを目的としている。同時に、次代の担い手が京都に愛着を持ち活躍することや、学生を発掘・発信していく過程を通し、地域全体で若い世代を支援する気運を醸成することを謳っている。
京都青年会議所はこの賞を通じ、傑出した学生を発掘すること、顕彰することで飛躍を支えること、受賞者の活動を広く市民へ発信していくことを、同団体のひとつの中核事業と位置づけている。

## 応募資格
未来の京都を担う様々な分野で積極果敢な社会貢献活動に取り組んでいる大学生・大学院生・専門学校生・高校生。京都市内の学校に通っている、もしくは京都市内在住であること。
（第9回（2012年）より応募対象者に高校生を追加）